# Not like Us
Not like Us è un singolo del rapper statunitense Kendrick Lamar, pubblicato il 4 maggio 2024.
Il brano è la quarta diss track pubblicata da Lamar nei confronti di Drake ed è stata pubblicata appena un giorno dopo la pubblicazione della terza diss track Meet the Grahams, nella quale Lamar aveva mosso pesantissime accuse verso il rapper canadese come quella di pedofilia e di avere una figlia nascosta.
È la canzone hip hop più premiata nella storia dei Grammy Awards, avendo ricevuto ben cinque statuette durante la 67ª edizione svoltasi il 3 febbraio 2025, ovvero canzone dell'anno, registrazione dell'anno, miglior canzone rap, miglior interpretazione rap e miglior videoclip.

## Antefatti
Not like Us è la settima traccia della faida fra Drake e Kendrick Lamar avvenuta nel 2024, la terza pubblicata da Kendrick nell'arco di trentasei ore.
La rivalità fra i due è riconducibile al 2013, quando Lamar attaccò diversi rapper tra cui Drake nella sua strofa all'interno di Control, brano di Big Sean e Jay Electronica, evento seguito da diversi attacchi indiretti fra i due negli anni seguenti. A marzo 2024, Lamar è apparso nel brano di Future e Metro Boomin, Like That, dissando direttamente Drake e il collega J. Cole e ricevendo risposte da Drake nelle settimane successive con i brani Push Ups e Taylor Made Freestyle (quest'ultimo successivamente rimosso), ai quali Lamar ha reagito con la pubblicazione di due diss track, Euphoria e 6:16 in LA. Poche ore dopo il rilascio di quest'ultima, Drake ha pubblicato il brano Family Matters, nel quale accusava Lamar di violenza domestica nei confronti della sua compagna Whitney Alford e affermava che Dave Free, stretto collaboratore di Lamar, fosse il padre di uno dei due figli della coppia. Meno di un'ora dopo il rilascio di Family Matters, Lamar ha pubblicato la sua Meet the Grahams, all'interno della quale muoveva pesanti accuse di diversi crimini a sfondo sessuale nei confronti di Drake e diversi affiliati alla OVO, affermando che questi gestissero insieme a Drake una tratta di esseri umani nella villa di Drake a Toronto, oltre ad affermare che il rapper canadese avesse una figlia che teneva nascosta dal mondo. Il giorno successivo Lamar ha pubblicato a sorpresa Not like Us, che era stata anticipata solo da un tweet criptico di Anthony "Top Dawg" Tiffith, che aveva condiviso su X la frase "Dot, I see dead people", che si è poi rivelato essere l'intro di Not like Us.
Il produttore del brano Mustard ha successivamente rivelato in un'intervista di avere voluto lavorare con Lamar da anni e di avergli mandato cinque beat al giorno per circa tre mesi. Ha raccontato di avere creato il beat del brano in circa trenta minuti con la produzione aggiuntiva di Sounwave e Sean Momberger e ha affermato di non avere utilizzato campionamenti di Ether di Nas, al contrario di quanto ipotizzato al momento dell'uscita del brano, oltre a rivelare di averlo creato pensando "Cosa farebbero Dr. Dre e Lil Jon se stessero creando un beat insieme?". Ha affermato di non avere saputo che il beat sarebbe stato usato per dissare Drake fino alla pubblicazione del brano e di avere ricevuto un messaggio di Lamar poco dopo l'uscita di questo.

## Descrizione
Il brano è stato scritto da Kendrick Lamar e prodotto da Mustard con lavori di produzione aggiuntiva svolti da Sounwave e Sean Momberger. Contiene campionamenti di diversi elementi della cover del 1968 di Monk Higgins del brano I Believe to My Soul di Ray Charles, tra cui il violino, il pianoforte e gli strumenti ad ottone, il cui tempo è accelerato in modo da creare un'atmosfera "implacabile" e "urgente" grazie anche all'aggiunta di linee di basso, snare drums e schiocchi di dita. È stato descritto dalla critica specializzata come il victory lap di Lamar in conclusione alla faida con Drake ed è un brano tipicamente West Coast hip hop con elementi di hyphy, venendo etichettato come "adatto ai club". Il brano è stato considerato da diversi critici come una delle possibili canzoni dell'estate.
Il brano si apre con Kendrick che recita la famosa linea del film del 1999 The Sixth Sense - Il sesto senso "I see dead people" (in italiano: "vedo le persone morte") prima di iniziare a rappare. Apre il brano dicendo che Drake dovrà chiamare un'ambulanza, affermando che tutti lo odiano e che "passerà sul suo corpo come John Stockton": con l'ultima di cui sopra, Kendrick usa Stockton poiché non solo è uno dei migliori passatori della storia dell'NBA, ma ha fornito gran parte dei suoi assist a Karl Malone, famoso cestista che ha messo incinta una tredicenne in età adulta, riferendosi subliminalmente al fatto che Drake abbia relazioni con ragazze minorenni. Si riferisce ancora più esplicitamente a ciò poche barre dopo, affermando di "avere sentito che gli [a Drake] piacciono giovani" e accusandolo di avere avuto relazioni con parenti minorenni della sua guardia del corpo Chubbs, e poi affermando che l'artista OVO PartyNextDoor abbia una dipendenza da cocaina e attaccando Baka Not Nice, un altro affiliato alla OVO, per le accuse di violenza sessuale e sfruttamento della prostituzione che ha subito nel 2014, venendo dichiarato colpevole della prima, prima di concludere dicendo ironicamente "Certified Lover Boy? Certified pedophiles", riferendosi al titolo dell'album di Drake nel 2021, e "Tryna strike a chord and it's probably A minor" ("Stai provando a suonare una corda e sarà probabilmente un A minore/una minorenne"), facendo un gioco di parole fra l'accordo musicale A minore e la parola minor, accusando nuovamente Drake di pedofilia.
Nella seconda strofa, Lamar afferma che "the Bay" non lascerà che Drake manchi di rispetto a Tupac Shakur, riferendosi al brano Taylor Made Freestyle, in cui Drake ha utilizzato senza autorizzazione la voce di Shakur realizzata con l'intelligenza artificiale per dissare Lamar, e avvisandolo che il suo spettacolo a Oakland sarà "la sua ultima fermata". Successivamente, Lamar afferma che Drake "prova a rigirare le cose a suo favore, ma la gente non è stupida", lo paragona a B-Rad, personaggio satirico del film del 2003 Malibu's Most Wanted - Rapimento a Malibu che rappresenta la caricatura dei rapper bianchi che si appropriano della cultura afroamericana e afferma ironicamente che OVO sia un acronimo di "other vaginal option" ("opzione alternativa vaginale"). Successivamente lo attacca per avere avuto una relazione con Tammy Torres quando stava con Lil Wayne, mentore dello stesso Drake, che in quel momento era in carcere, e per essersi successivamente tatuato la faccia di Wayne, affermando che Drake fosse "una puttana che chiede scusa", afferma che DeMar DeRozan, cestista di Compton, abbia fatto bene a lasciare i Toronto Raptors e chiude definendo Drake un "69 god", facendo un gioco di parole fra il soprannome di Drake "Six God" e la posizione sessuale del 69; questa frase è anche un paragone indiretto tra Drake e 6ix9ine, che nel 2015 si dichiarò colpevole di aver avuto relazioni sessuali con una tredicenne e di aver filmato il rapporto per postarlo online.
Nell'ultima strofa del brano Lamar risponde alla barra di Drake in Family Matters nella quale il canadese aveva affermato che Lamar "facesse finta di essere un attivista che voleva liberare gli schiavi", tornando ad attaccare Drake per la sua appropriazione della cultura afroamericana, come aveva fatto in Euphoria, e in particolare del suo sfruttamento della scena rap di Atlanta. Infatti, Lamar afferma che Drake abbia collaborato con Future per fare sì che le sue canzoni fossero ascoltate anche nei club degli afroamericani, che si sia fatto insegnare lo slang da Lil Baby, che abbia provato ad ottenere "falsa credibilità di strada" con le sue collaborazioni con 21 Savage, Young Thug e Quavo gli "abbia fatto sentire di essere della Northside" e che 2 Chainz gli avesse mentito su un co-sign della città verso il canadese. Conclude affermando che Drake non sia un collega, bensì che sia un colonizzatore.
Lamar conclude il brano ripetendo le frasi "He a fan" ("È un fan"), "Freaky ass nigga, he's a 69 God", "Run for your life" ("Corri per salvarti la vita") e "Let me hear you say 'OV-Ho'" ("Voglio sentirvi dire' OV-Ho'"), facendo un gioco di parole fra il nome dell'etichetta di Drake, la OVO, e la parola ho (in italiano "puttana").

### Copertina
La copertina del singolo mostra una vista dall'alto tratta da Google Maps della residenza di Drake a Toronto, con sopra dei "simboli della mappa dei molestatori sessuali", ovvero i simboli utilizzati dalle app per identificare i molestatori sessuali che sono stati introdotti con la Megan's Law.

## Promozione
Kendrick Lamar si è esibito nel brano per la prima durante il suo concerto svoltosi il 19 giugno 2024, giorno dell'emancipazione degli schiavi negli Stati Uniti, al Kia Forum di Inglewood, California. Il brano è stato introdotto da Dr. Dre, che ne ha sussurrato la frase di apertura prima di lasciare Lamar da solo sul palco; Lamar ha cantato il brano tre volte con il plauso universale del pubblico, prima di essere raggiunto sul palco da diversi ospiti, principalmente figure di spicco della West Coast, insieme alle quali si è esibito altre due volte nel brano.

## Accoglienza
Not like Us è stato acclamato dalla critica specializzata alla sua uscita, venendo spesso definito come il brano migliore della faida fra Lamar e Drake.
Frazier Tharpe di GQ l'ha definita come "una delle canzoni dell'estate" e ha lodato la produzione di Mustard e la performance di Lamar, affermando che entrambi avessero fatto sì da "celebrare il loro crescere nella West Coast". I redattori di Stereogum hanno notato che il brano oltre ad essere "un dissing ultra effettivo" fosse una hit riempita di "accuse brutali" e "lezioni di Storia". Jordan Rose di Complex ha ritenuto Not like Us "il miglior brano della faida" grazie al suo "tono elettrico" e la produzione "contagiosa", definendo tuttavia la maggior parte del testo come "discutibile", oltre ad affermare che con il passare del tempo il brano sarebbe stato riconosciuto come la conclusione della faida, aggiungendo che già alla sua uscita si potesse riconoscere come "la pietra che ha ucciso Golia". Armon Sadler di Vibe la ha piazzata al secondo posto nella sua classifica dei brani del beef tra Lamar e Drake, definendola un "capolavoro nell'esecuzione". Mark Elibert di Billboard, che invece l'ha ritenuto il quarto miglior brano della faida, ha fatto osservazioni simili a quelle di Sadler.
Harvey Mason Jr., direttore generale della Recording Academy, ha confermato che Not like Us potesse essere uno dei candidati Grammy Awards 2025, affermando che i fattori influenzanti in questa scelta sarebbero stati l'abilità artistica e di composizione di Kendrick Lamar e la qualità del brano e non la viralità del brano. Inoltre ha aggiunto scherzosamente che in futuro le diss track potrebbero ottenere la propria categoria ai Grammy.

### Liste «migliori di sempre»
- 1° – lista delle 50 diss track hip hop migliori di sempre (Complex)[43]
- 3° – lista delle 100 diss track hip hop migliori di sempre (HipHopDX)[44]
- 7° – lista delle diss track hip hop migliori di sempre (The Ringer)[45]

## Video musicale
Il video musicale, diretto e prodotto da Dave Free e Kendrick Lamar stesso, è stato reso disponibile sul canale YouTube di Lamar il 4 luglio 2024, Giorno dell'Indipendenza statunitense. Il video, che era stato anticipato da alcune immagini comparse sui social media durante il corso dell'ultima settimana di giugno, è stato girato interamente a Compton, città di provenienza di Lamar, e ha visto la partecipazione di oltre mille fan e di Tommy the Clown, Mustard, Dave Free, DeMar DeRozan, Jay Rock, Ab-Soul, ScHoolboy Q, Terrence "Punch" Henderson, Anthony "Top Dawg" Tiffith, Anthony "Moosa" Tiffith Jr., YG, Roddy Ricch, Steve Lacy, JasonMartin, Thundercat, Brandon T. Jackson, Hit-Boy e suo padre Big Hit, Storm DeBarge, Kida the Great, Taiwan Williams e della compagna di Lamar Whitney Alford insieme ai due figli della coppia.
Esso si apre con una scena in cui Lamar cammina per il tribunale di Compton affacciato sul memoriale dedicato a Martin Luther King Jr. mentre in sottofondo si può ascoltare uno snippet del brano che poi si è rivelato essere Squabble Up, la seconda traccia di GNX. Lamar arriva a una porta, dove Tommy the Clown gli chiede la parola d'ordine e Lamar risponde sussurrando la frase di apertura del brano "I see dead people". Lamar si siede con i ballerini e Tommy the Clown fa partire Not like Us su un giradischi, facendo partire una coreografia durante la quale Lamar nasconde sotto la sua giacca una Bibbia in riferimento a una linea del brano. Successivamente, si può vedere Lamar in una strada vuota mentre una figura coperta prova ad avvicinarglisi da dietro ma viene spinta via e lo si trova in una cella mentre fa dei piegamenti, prima di vederlo colpire ripetutamente una pignatta a forma di gufo, simbolo della OVO, mentre compare un disclaimer con la scritta "Nessuna OV-Ho è stata ferita durante la realizzazione di questo video". Successivamente Lamar e Mustard guidano una Ferrari a Compton e si fermano a mangiare nel locale Tam's Burgers mentre Storm DeBarge balla. Successivamente Lamar raggiunge un gruppo di amici su un tetto di Compton e poi balla insieme a Dave Free e DeMar DeRozan in un parcheggio. In seguito Lamar raggiunge i suoi ex compagni di etichetta della TDE Jay Rock, Ab-Soul, ScHoolboy Q, Terrence "Punch" Henderson e Anthony "Top Dawg" Tiffith ai Nickerson Gardens, prima di essere inquadrato mentre balla con la compagna Whitney Alford e i loro due figli in una stanza, in riferimento alle accuse di Drake, che aveva affermato che Lamar avesse perso i rapporti con la sua famiglia. Il video si chiude con una veduta dall'alto di Lamar e della folla, con Dave Free che chiede ai fan con un megafono se volessero ascoltare nuovamente la canzone, ottenendo come risposta un'acclamazione generale.

## Successo commerciale
Negli Stati Uniti Not like Us ha debuttato alla prima posizione della Billboard Hot 100, grazie a 70,9 milioni di streaming, 5 milioni di audience radiofonica e 15 000 copie digitali vendute nella prima settimana di disponibilità. Inoltre, Not like Us è divenuto il 79° brano a debuttare direttamente al vertice della suddetta classifica e la quarta numero uno complessiva della carriera di Lamar. Nelle altre classifiche di Billboard, la canzone ha raggiunto la prima posizione anche della Streaming Songs e della Hot R&B/Hip-Hop Songs e della Hot Rap Songs. Contestualmente, nella stessa settimana in cui Not like Us ha debuttato al vertice della Hot 100, Kendrick Lamar ha registrato altri due brani nella top 10 della classifica, in quanto la sua canzone Euphoria e Like That, collaborazione con Future e Metro Boomin che aveva già stanziato alla prima posizione per tre settimane consecutive, si trovavano rispettivamente alla terza e alla sesta posizione. La settimana seguente Not like Us è stata scalzata dal vertice della classifica dal brano I Had Some Help di Post Malone e Morgan Wallen. Nella decima settimana di permanenza in classifica, datata 20 luglio 2024, il brano ha nuovamente raggiunto la vetta della Hot 100, grazie a 53,8 milioni di streaming, 40 milioni di audience radiofonica e 8 000 download digitali venduti. Not like Us ha rimpiazzato alla prima posizione il brano A Bar Song (Tipsy) del cantante country statunitense Shaboozey, diventando la numero uno solista di Lamar con la più lunga permanenza alla vetta della classifica e superando Humble, rimasta al vertice per una settimana nel 2017. Nella sua 40ª settimana di permanenza nella Hot 100 statunitense, coincidente con la pubblicazione del 22 febbraio 2025, il brano torna in vetta alla classifica per una terza settimana complessiva, spinto soprattutto dalla recente esibizione del rapper in occasione dell'halftime show della 59ª edizione del Super Bowl. Così facendo, la canzone stabilisce un nuovo record per il periodo più lungo trascorso tra due settimane alla numero uno di un brano, totalizzando 30 settimane prima di tornare alla prima posizione e superando le 9 settimane di attesa detenute in precedenza da Wrecking Ball di Miley Cyrus e Vampire di Olivia Rodrigo.
Nel resto del mondo, Not like Us ha debuttato nella top 10 delle classifiche di Australia, Lituania, Nuova Zelanda e Regno Unito.

## Classifiche

### Classifiche settimanali
| Classifiche (2024-25) | Posizione massima |
| --------------------- | ----------------- |
| Arabia Saudita        | 1                 |
| Argentina             | 58                |
| Australia             | 1                 |
| Austria               | 5                 |
| Belgio (Fiandre)      | 44                |
| Belgio (Vallonia)     | 17                |
| Bolivia               | 17                |
| Brasile               | 52                |
| Canada                | 1                 |
| Cile                  | 23                |
| Colombia              | 23                |
| Corea del Sud         | 30                |
| Costa Rica            | 10                |
| Croazia               | 14                |
| Danimarca             | 6                 |
| Ecuador               | 21                |
| Emirati Arabi Uniti   | 2                 |
| Estonia               | 40                |
| Filippine             | 14                |
| Finlandia             | 15                |
| Francia               | 4                 |
| Germania              | 4                 |
| Grecia                | 1                 |
| Hong Kong             | 21                |
| India                 | 3                 |
| Irlanda               | 1                 |
| Islanda               | 5                 |
| Israele               | 19                |
| Italia                | 52                |
| Lettonia              | 1                 |
| Lituania              | 2                 |
| Lussemburgo           | 2                 |
| Medio Oriente         | 1                 |
| Messico               | 19                |
| Nordafrica            | 7                 |
| Norvegia              | 5                 |
| Nuova Zelanda         | 1                 |
| Paesi Bassi           | 8                 |
| Panama                | 43                |
| Perù                  | 18                |
| Polonia               | 8                 |
| Portogallo            | 2                 |
| Regno Unito           | 1                 |
| Repubblica Ceca       | 9                 |
| Singapore             | 8                 |
| Slovacchia            | 4                 |
| Spagna                | 20                |
| Stati Uniti           | 1                 |
| Sudafrica             | 1                 |
| Svezia                | 3                 |
| Svizzera              | 2                 |
| Taiwan                | 18                |
| Ungheria              | 9                 |

### Classifiche di fine anno
| Classifica (2024) | Posizione |
| ----------------- | --------- |
| Australia         | 23        |
| Canada            | 11        |
| Danimarca         | 99        |
| Islanda           | 43        |
| Nuova Zelanda     | 9         |
| Paesi Bassi       | 91        |
| Portogallo        | 46        |
| Regno Unito       | 43        |
| Stati Uniti       | 6         |
| Sudafrica         | 6         |
| Svizzera          | 53        |

## Riconoscimenti
- BET Hip Hop Awards[89][90]
  - 2024 – Canzone dell'anno
  - 2024 – Miglior video hip hop
  - 2024 – Traccia d'impatto

- Billboard Music Awards[91]
  - 2024 – Candidatura alla miglior canzone streaming
  - 2024 – Miglior canzone rap

- Grammy Awards[92]
  - 2025 – Canzone dell'anno
  - 2025 – Registrazione dell'anno
  - 2025 – Miglior canzone rap
  - 2025 – Miglior interpretazione rap
  - 2025 – Miglior videoclip

- iHeartRadio Music Awards[93]
  - 2025 – Candidatura alla canzone dell'anno (in attesa di assegnazione)
  - 2025 – Candidatura alla canzone hip hop dell'anno (in attesa di assegnazione)
  - 2025 – Candidatura al miglior testo (in attesa di assegnazione)
  - 2025 – Candidatura al miglior video musicale (in attesa di assegnazione)

- MTV Europe Music Awards[94]
  - 2024 – Candidatura a Miglior video

- MTV Video Music Awards[95]
  - 2024 – Candidatura alla canzone dell'anno
  - 2024 – Candidautra alla canzone dell'estate